# Ferdinand Pemsel
Ferdinand Pemsel (18. října 1853 Vrbovec – 26. června 1905 Vrbovec) byl rakouský politik, na počátku 20. století poslanec Říšské rady a Moravského zemského sněmu, starosta Vrbovce.

## Životopis
V německém národoveckém táboře na sebe upozornil při volbách v roce 1891 jako starosta Vrbovce, který horlivě podporoval v kampani Viktora Hübnera. Za badeniovské krize v roce 1897 se stal 2. místopředsedou nacionálně-liberálního Německého spolku pro město a venkov ve Znojmě. Za tento politický tábor byl také vybrán jako kandidát do všeobecné kurie ve volbách do Říšské rady v roce 1901. Díky podpoře českých evangelických voličů porazil českého katolického kandidáta Tomáše Eduarda Šilingera a byl zvolen poslancem. Po zvolení založil ve Vrbovci druhý odbor Svazu Němců jižní Moravy a zasloužil se tak o proměnu tradičního charakteru obce v baštu národovců v regionu.
V moravských zemských volbách 1902 se utkal o poslanecké křeslo s prvním křesťanskosociálním poslancem v Moravském zemském sněmu Ferdinandem Neunteuflem a zvítězil. Stal se členem zemědělského výboru. V roce 1905 předčasně zemřel, takže jeho činnost na sněmu nebyla zásadní.